# Telmatobius sanborni
Espèce
Statut de conservation UICN

 VU A2a; B1ab(v) : Vulnérable
Telmatobius sanborni est une espèce d'amphibiens de la famille des Telmatobiidae.

## Répartition
Cette espèce se rencontre entre 3 100 et 3 800 m d'altitude :
- dans la région de Puno dans le sud du Pérou ;
- dans la Cordillère Apolobamba, dans la province de Franz Tamayo dans l'ouest du département de La Paz en Bolivie.

## Étymologie
Cette espèce est nommée en l'honneur du mammalogiste Colin Campbell Sanborn (1897-1962) qui a découvert l'holotype.

## Publication originale
- Schmidt, 1954 : Notes on frogs of the genus Telmatobius, with descriptions of two new Peruvian species. Fieldiana Zoology, vol. 34, no 26, p. 277-287 (texte intégral).